# Ziway Hāyk'
Ziway Hāyk' är en sjö i Etiopien. Den ligger i den centrala delen av landet, 110 km söder om huvudstaden Addis Abeba. Ziway Hāyk' ligger 1 636 meter över havet. Arean är 440 kvadratkilometer. Den sträcker sig 28,4 kilometer i nord-sydlig riktning, och 24,2 kilometer i öst-västlig riktning.
Följande samhällen ligger vid Ziway Hāyk':
- Ziway (49 416 invånare)